# DB řada 101
Německé elektrické lokomotivy řady 101 jsou výkonné lokomotivy Deutsche Bahn. Lokomotivy vyráběla společnost Adtranz v letech 1996 – 1999 v počtu 145 kusů.

## Provoz
Lokomotiva se využívá především pro vozbu vlaků sítě EuroCity a InterCity v Německu a se svými mezistátními vlaky zajíždějí i do sousedních států. Vlaky EuroCity směřující z Prahy do Berlína a Hamburku do 9. června 2018 přebírala v Drážďanech, poté již byla celá trasa operována lokomotivami Vectron Českých drah. Lokomotiva je konstruována pro maximální rychlost 220 km/h a je vybavena pro řízení z řídicího vozu, což znamená, že v konečných stanicích odpadá nutnost objíždění soupravy lokomotivou a rychlejší obraty souprav.

## Galerie

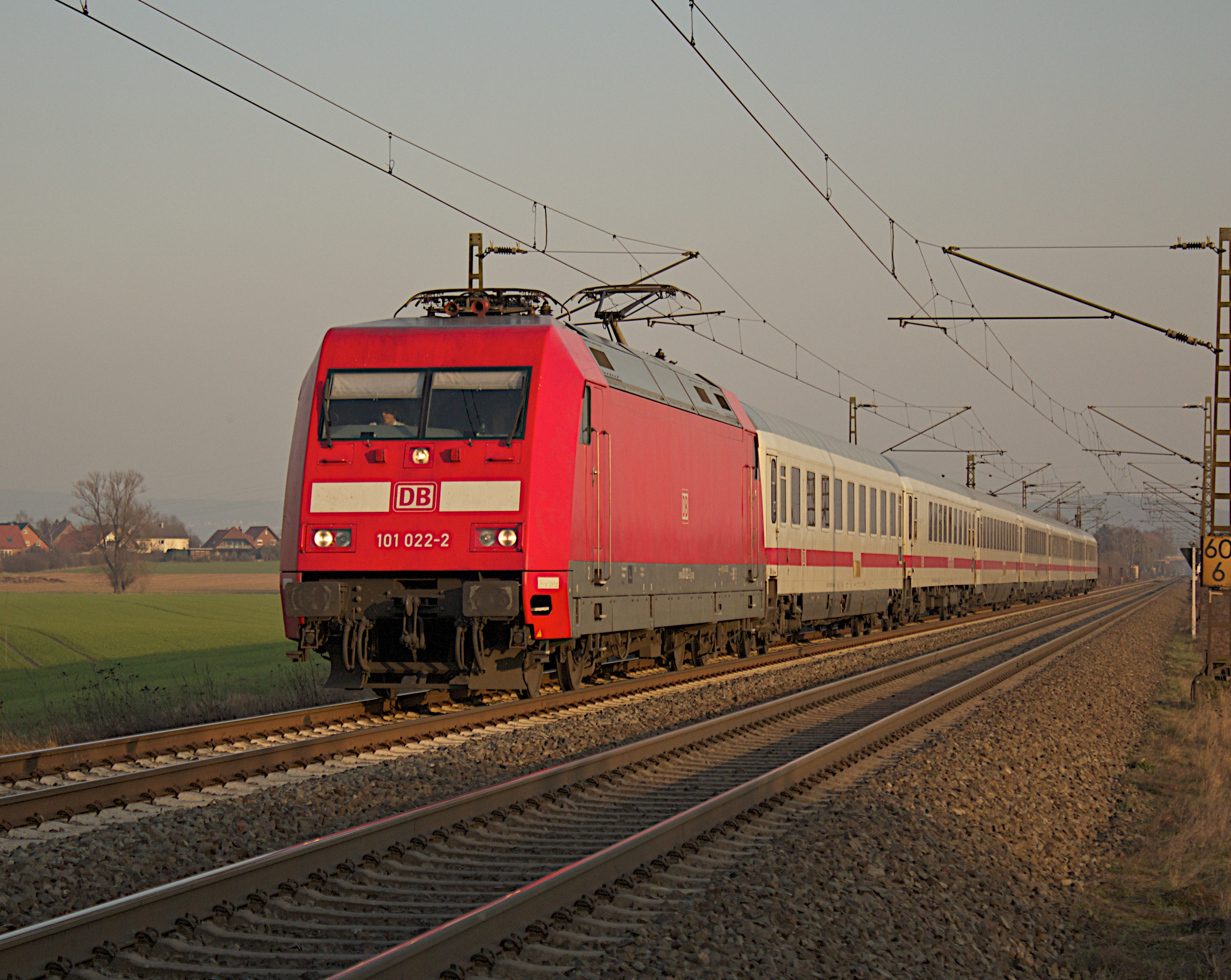
Lokomotiva 101.022 v čele vlaku InterCity.
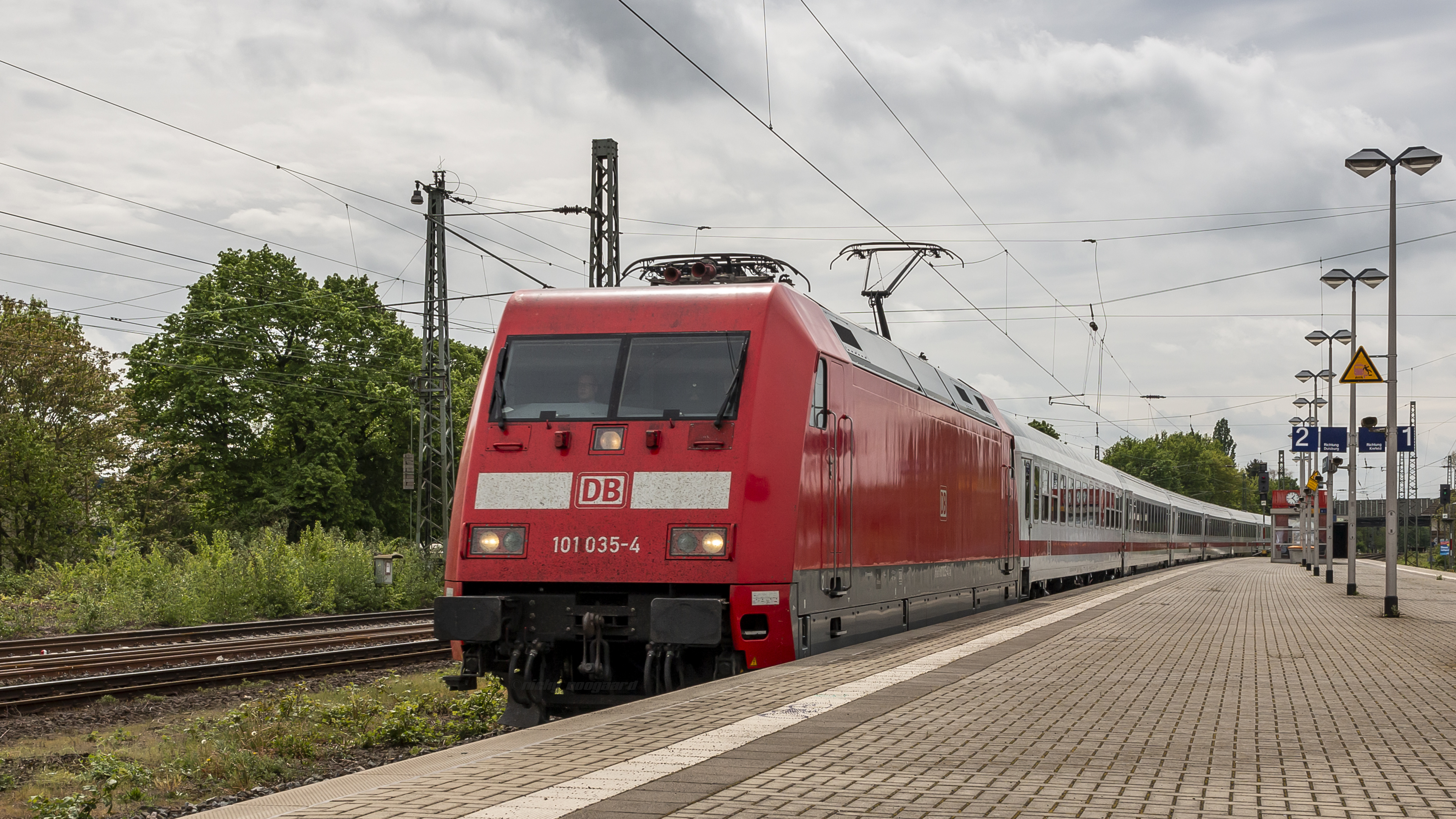
Lokomotiva 101.035 v čele vlaku InterCity.
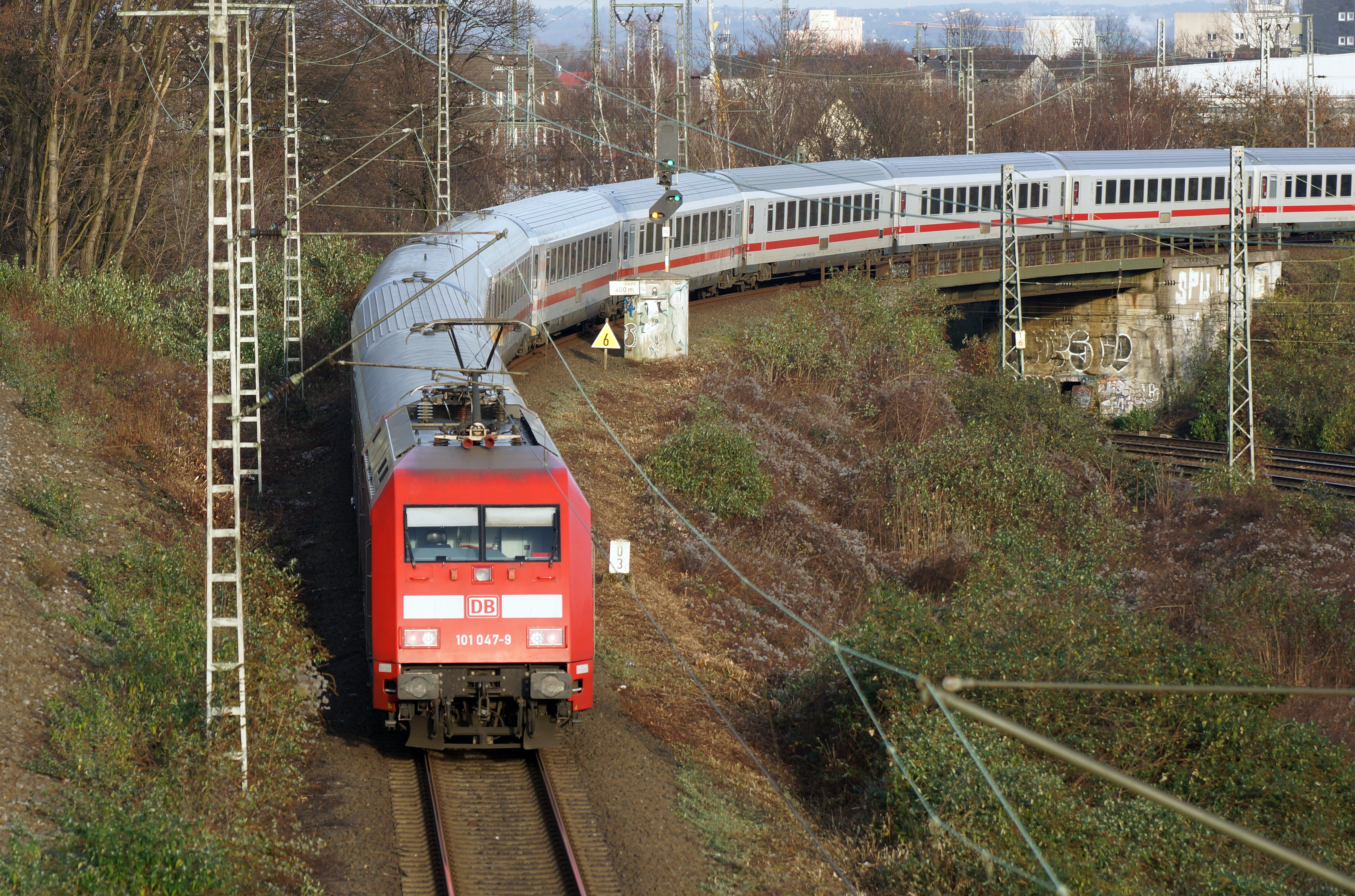
Lokomotiva 101.047 v Kolíně nad Rýnem.
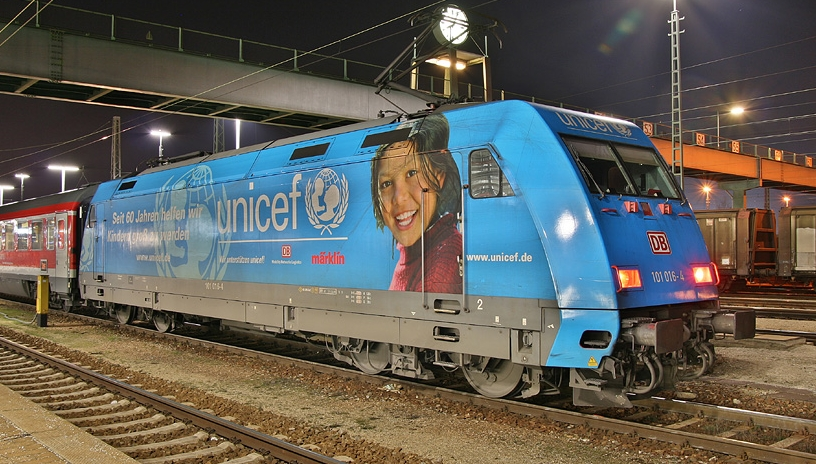
Lokomotiva 101.016 s polepem propagující UNICEF v Ingolstadtu.
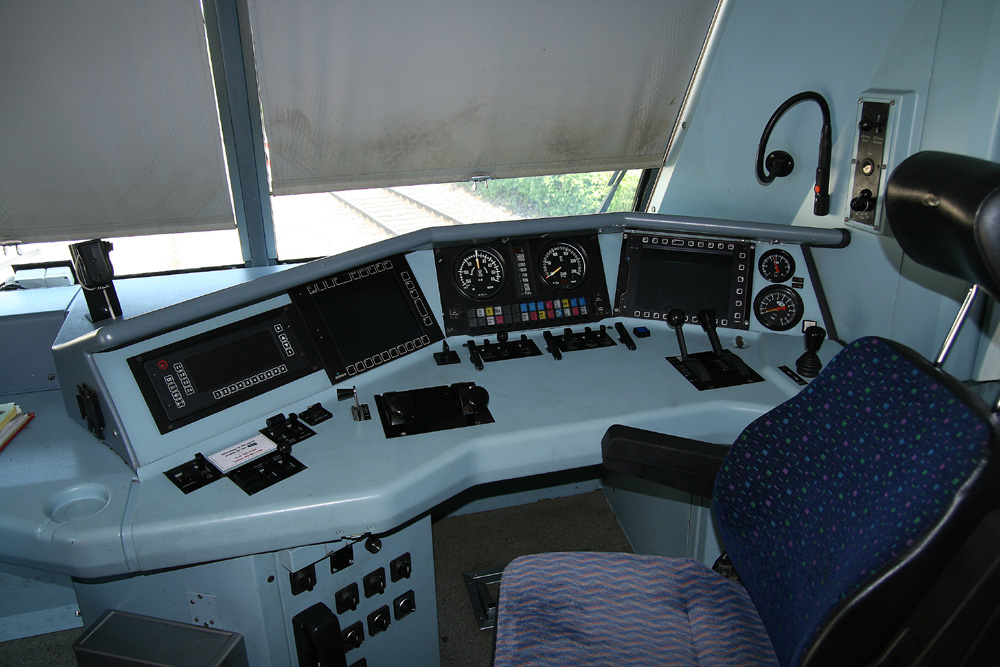
Stanoviště lokomotivy.